# 綠市
綠市（日语：／ Midori shi */?）是一位於日本群馬縣東部的城市。該市是群馬縣自1958年設立了安中市之後，在漫長的48年間唯一新設的市級行政單位。綠市成立于2006年3月27日，是由新田郡笠懸町、山田郡大間間町、勢多郡東村等地方單位合併而成的，也是群馬縣下屬的第12個城市。人口約有4万8000人，是群馬縣內人口最少的城市。在該市誕生後，新田郡和山田郡也一同步入歷史不再存在。

## 外部連結
- 綠市 （页面存档备份，存于）